# Santiago Jaime Silva Retamales
Santiago Jaime Silva Retamales (La Calera, 15 luglio 1955) è un vescovo cattolico cileno, dal 23 dicembre 2020 vescovo di Valdivia.

## Biografia
Santiago Jaime Silva Retamales è nato a La Calera il 15 luglio 1955.

### Formazione e ministero sacerdotale
Ha frequentato la scuola primaria nel collegio "San Giuseppe" a La Calera e la scuola media nel collegio "Marcelino Champagnan" di Villa Alemana. Ha vissuto un'esperienza di vita religiosa nella congregazione dei fratelli maristi delle scuole e poi è entrato nel seminario maggiore "San Rafael de Lo Vásquez".
Il 24 ottobre 1980 è stato ordinato presbitero per la diocesi di Valparaíso da monsignor Emilio Tagle Covarrubias nella cattedrale della Madonna del Carmine a Valparaíso. Ha conseguito la licenza in teologia dogmatica presso la Pontificia università cattolica del Cile. In seguito è stato parroco della parrocchia di Nostra Signora della Candelora ad Algarrobo. Nel 1988 è stato inviato a Roma per studi. Nel 1991 ha conseguito la licenza in Sacra Scrittura presso il Pontificio Istituto Biblico. Tornato in patria è stato professore, formatore, vice-rettore e poi rettore del seminario maggiore "San Rafael de Lo Vásquez" dal 1998 e professore di Sacra Scrittura presso la Facoltà di teologia della Pontificia università cattolica del Cile e presso la Pontificia università cattolica di Valparaíso. Ha inoltre collaborato alla cura pastorale del liceo "José Cortés Brown", con sede a Recreo e Cerro Castillo, e del Collegio Seminario "San Raffaele" a Viña del Mar.

### Ministero episcopale
Il 16 febbraio 2002 papa Giovanni Paolo II lo ha nominato vescovo ausiliare di Valparaíso e titolare di Bela. Ha ricevuto l'ordinazione episcopale il 29 giugno successivo nella cattedrale della Madonna del Carmine a Valparaíso dal vescovo di Valparaíso Gonzalo Duarte García de Cortázar, co-consacranti il cardinale Francisco Javier Errázuriz Ossa, arcivescovo metropolita di Santiago del Cile, e il vescovo di Rancagua Francisco Javier Prado Aránguiz.
Ha partecipato alla V conferenza episcopale latinoamericana che si è tenuta ad Aparecida dal 13 al 31 maggio 2007 come esperto di questioni bibliche.
Ha partecipato alla XII assemblea generale ordinaria del Sinodo dei vescovi che ha avuto luogo nella Città del Vaticano dal 5 al 26 ottobre 2008 sul tema "La Parola di Dio nella vita e nella missione della Chiesa".
Nel dicembre del 2008 ha compiuto la visita ad limina.
Nel dicembre del 2008 la 96ª assemblea plenaria della Conferenza episcopale del Cile lo ha eletto segretario generale per il periodo 2008-2011.
Il 19 maggio 2011 la 33ª assemblea ordinaria del Consiglio episcopale latinoamericano tenutasi a Montevideo, in Uruguay, lo ha eletto segretario generale per il periodo 2011-2015.
Il 7 luglio 2015 papa Francesco lo ha nominato ordinario militare per il Cile.
Nel febbraio del 2017 ha compiuto una seconda visita ad limina.
Il 23 dicembre 2020 papa Francesco lo ha nominato vescovo di Valdivia. Ha preso possesso della diocesi il 19 marzo 2021.
Dall'11 novembre 2016 al 28 luglio 2021 è stato presidente della Conferenza episcopale del Cile. In seno alla stessa è stato presidente della commissione nazionale per la pastorale biblica. Inoltre, è vescovo responsabile del Centro pastorale biblico per l'America latina (CEBIPAL) del Consiglio episcopale latinoamericano.

## Genealogia episcopale
La genealogia episcopale è:
- Cardinale Scipione Rebiba
- Cardinale Giulio Antonio Santori
- Cardinale Girolamo Bernerio, O.P.
- Arcivescovo Galeazzo Sanvitale
- Cardinale Ludovico Ludovisi
- Cardinale Luigi Caetani
- Cardinale Ulderico Carpegna
- Cardinale Paluzzo Paluzzi Altieri degli Albertoni
- Papa Benedetto XIII
- Papa Benedetto XIV
- Papa Clemente XIII
- Cardinale Marcantonio Colonna
- Cardinale Giacinto Sigismondo Gerdil, B.
- Cardinale Giulio Maria della Somaglia
- Cardinale Carlo Odescalchi, S.I.
- Cardinale Costantino Patrizi Naro
- Cardinale Lucido Maria Parocchi
- Papa Pio X
- Papa Benedetto XV
- Papa Pio XII
- Cardinale Eugène Tisserant
- Papa Paolo VI
- Cardinale Agostino Casaroli
- Arcivescovo Piero Biggio
- Vescovo Gonzalo Duarte García de Cortázar, SS.CC.
- Vescovo Santiago Jaime Silva Retamales